# Josué Guébo
Josué Yoroba Guébo, o Josué Guébo (Abidjan, Costa d'Ivori, 21 de juliol de 1972) és un escriptor i acadèmic de Costa d'Ivori. Figura important de la poesia contemporània africana, també és un contista, dramaturg, assagista i autor de literatura infantil. Ha guanyat el Gran Premi Bernard Dadié i el Premi Tchicaya U Tam'si de Poesia Africana.
Va començar a escriure poesia quan era jove, els seus primers poemes els va compondre a l'edat de dotze o tretze anys. El seu interès li va portar a llegir les obres d'Aimé Césaire i Paul Verlaine. També va ser influenciat pels grans escriptors africans que va descobrir durant estudiava a la universitat. S'ha doctorat en Història i Filosofia de les Ciències, i també és professor investigador a la Universitat Félix-Houphouët-Boigny d'Abidjan, és membre de la Société ivoirienne de bioéthique, d'épistémologie et de logique (SIBEL). Guébo ha dirigit l'Associació d'Escriptors de Costa d'Ivori (AECI) de 2011 a 2016.

## Obres
1. ↑  L'oiseau indigo. «Josué Guébo, Côte d'Ivoire». Arxivat de l'original el 24 d’octubre 2017. [Consulta: 23 octubre 2017].
2. ↑  Agence universitaire de la francophonie. «M. Josué Yoroba GUEBO, Université Félix Houphouët-Boigny, Côte d'Ivoire» (en français). Arxivat de l'original el 22 d’octubre 2017. [Consulta: 22 octubre 2017].
3. ↑  M’Bah Aboubakar «Interview / Josué Yoroba Guébo (président de l'Association des écrivains de Côte d'Ivoire) : "Nous voulons renouer le dialogue entre les écrivains"» (en français). L'expression, 20-12-2011.
4. ↑  SY/ls/APA «Macaire Etty élu nouveau président des écrivains de Côte d'Ivoire» (en français). Agence de presse africaine, 04-04-2016.

Poesia
- 2009: L'or n'a jamais été un métal (Vallesse, Abidjan) ;
- 2010: D'un mâle quelconque (Apopsix, Paris) ;
- 2011: Carnet de doute (Panafrika/Silex/Nouvelles du sud, Dakar) ;
- 2011: Mon pays, ce soir (Panafrika/Silex/Nouvelles du sud, Dakar) ;
- 2014: Songe à Lampedusa (Panafrika/Silex/Nouvelles du sud, Paris) ;
- 2015: L'Enfant qui disparaît est une lettre d'alphabet (Panafrika/Silex/Nouvelles du sud, Paris) ;
- 2015: Dapidahoun, chantiers d'espérances (Les Editions du Net) ;
- 2016: My country, tonight  (Action Books), traduit en anglais par Todd Fredson ;
- 2016: Aux chemins de Babo Naki (l'Harmattan, Paris) ;
- 2017: Think of Lampedusa (University of Nebraska Press, Nebraska).

Novel·les
- 2012: L'ombre du pont (Balafons, Abidjan).

Assaigs
- 2015: Une histoire de l'objectivité : L'objectivité dans les sciences, de Parménide à l'intelligence artificielle (Presses Académiques Francophones).
- 2016: Les Sommeils des indépendances, Chroniques pour une Afrique intégrée (Harmattan Côte-d'Ivoire) ;
- 2016: Dictionnaire des mots et expressions du français ivoirien (l'Harmattan, Paris).

Teatre
- 2016: Le blues des oranges (Les Editions du Net)

Obres col·lectives
- 2007: La paix par l'écriture (Vallesse, Abiyán);
- 2010: Des paroles de Côte-d'Ivoire pour Haïti, notre devoir de solidarité (Ceda/Nei).
- 2013: Monsieur Mandela (Panafrika/Silex/Nouvelles du sud, Paris), Collectif ;
- 2015: Ce soir quand tu verras Patrice (Panafrika/Silex/Nouvelles du sud, Paris), Collectif.

Cròniques
- 2012: L'ombre du pont (Balafons, Abidjan).

Per infants
- 2013: Le père Noël aime l'attiéké (Les classiques ivoiriens).